# Rio Clepeniac
O Rio Clepeniac é um rio da Romênia, afluente do Cerna, localizado no distrito de Caraş-Severin.